# Manoir des Alleux
Le manoir des Alleux est édifice situé à Taden, en France.

## Localisation
Le manoir est situé sur le territoire de la commune de Taden, près de l'église, dans le département des Côtes-d'Armor, dans la région Bretagne.

## Description
Le manoir des Alleux demeure significatif d’une typologie particulière de manoirs nommés à salle basse sous charpente, c'est-à-dire que la grande pièce n'était sans doute pas initialement plafonnée mais surmontée d’une charpente apparente lambrissée. Ce modèle souvent daté du XIVe siècle ou du XVe siècle, a été identifié en Bretagne lors de la publication de l'inventaire, en 1993, sur les manoirs bretons. Le volume a été plafonné, vraisemblablement dès le début du XVIe siècle, époque de la tour d'escalier arrière.

## Historique
Dans la liste des feudataires de l'évêché de Saint-Malo et celui de Dol en 1480, aucun noble n’est cité aux Alleux. Cependant, comme l’indique le droit féodal, cette terre est exempte de devoirs féodaux. Ce lieu est vraisemblablement le berceau d’une célèbre famille dinannaise Marot des Alleux. Les Marot sont une famille de notables à Dinan dès la fin du XVe siècle. En 1598, Raoul Marot des Alleux, conseiller du roi et sénéchal de Dinan, aidera les troupes du roi Henri IV à rentrer dans la ville, siège de la Ligue. Il sera récompensé et anobli par le roi Henri IV. Fortune assurée, il rachète en 1617 le château de la Garaye, puis en 1618 celui de la Grand'Cour à Taden.
L'ensemble est inscrit à l'inventaire général du patrimoine culturel.